# Il mio grosso grasso matrimonio greco 3
Il mio grosso grasso matrimonio greco 3 (My Big Fat Greek Wedding 3) è un film del 2023 scritto e diretto da Nia Vardalos.
La pellicola è il seguito del film del 2016 Il mio grosso grasso matrimonio greco 2.

## Trama
Dopo la morte del patriarca Gus, la famiglia greco-americana dei Portokalos si reca in Grecia per ritrovare le proprie origini.

## Produzione

### Sviluppo
L'8 aprile 2021 è stato confermato che Nia Vardalos avrebbe scritto e interpretato un terzo film della saga de Il mio grosso grasso matrimonio greco e nel giugno dell'anno successivo è stato confermato che Vardalos avrebbe anche diretto il progetto.

### Riprese
La riprese sono iniziate ad Atene il 22 giugno 2022 e sono proseguite a Corfù prima di concludersi il 10 agosto.

## Promozione
La prima anteprima del film è stata pubblicata il 11 maggio 2023.

## Distribuzione
Il film è stato distribuito nelle sale statunitensi l'8 settembre 2023 e in quelle italiane il 12 ottobre 2023.